# Зубковский, Сергей Ростиславович
Сергей Ростиславович Зубковский (25 октября 1938, Симферополь — 7 июля 2021, Владимир) — советский и российский композитор, пианист, заслуженный деятель искусств России, профессор Владимирского государственного университета, председатель творческого объединения композиторов Владимирской области.

## Биография
Родился в 1938 году в Симферополе в семье музыкантов — представитель четвёртого поколения музыкальной династии.
В 1958 году с отличием окончил Симферопольское музыкальное училище имени П. И. Чайковского и поступил в Государственный музыкально-педагогический институт (ГМПИ) имени Гнесиных в Москве. Обучался в классе В. Ю. Тиличеева, диплом получил в 1963 году.
После окончания института работал три года по распределению в институте культуры в Улан-Удэ. Именно там впервые принял участие в композиторском конкурсе, посвящённом 300-летию города, и завоевал первую премию. Его дебютная песня была исполнена хором Института культуры. Кроме того, вёл телевизионные передачи «Беседы у рояля», которые транслировались в прямом эфире.
В 1966 по совету друга — В. А. Кузнецова, переехал во Владимир, где начал преподавать на вновь открывшемся музыкальном факультете Владимирского педагогического института. Воспитанию молодых музыкантов посвятил 55 лет. Последняя должность, которую он занимал до самой смерти, была должность профессора кафедры музыкального образования Института искусств и художественного образования ВлГУ. Также преподавал в музыкальной школе № 1 имени Танеева.
Среди его учеников — Г. Галат, О. Панфилова, М. Зубковская, И. Ревина, И. Маркова, В. Чернова, Е. Карпов, В. Музаффарли.
Автор 12 научных трудов и более 350 музыкальных произведений, среди которых пьесы для фортепиано и других инструментов, песни, романсы и хоровые циклы на стихи А. Пушкина, С. Есенина, В. Маяковского, В. Берестова, А. Дементьева, А. Лебедева, В. Орлова, М. Пляцковского, В. Солоухина, А. Фатьянова, А. Шлыгина, Л. Абдуллиной, Р. Алдониной, Ю. Александровой, Г. Бородулина, А. Вознесенского, Ж. Дашдондога, Ю. Друниной, В. Жака, Н. Ковалевского, А. Копелиовича, В. Кострова, Н. Лалакина, С. Орлова, Ю. Поройкова, А. Саркисяна, В. Соколова, В. Томсена, В. Фирсова, оперетта «Осторожно, любовь» (на либретто Г. В. Фере). Сотрудничал со многими известными российскими певцами, среди которых Юрий Богатиков, Иосиф Кобзон, Владимир Трошин, Лариса Курдюмова, Римма Глушкова, Лариса Сёмина, Заслуженный артист России Александр Лемешкин, Алексей Молдалиев, Елена Дядянова, Игорь Лебедев, лауреат международных и всероссийских конкурсов Ольга Лопухова, Вера Харитонова, виолончелистка, лауреат Всероссийских и Международных конкурсов Татьяна Заварская и др.
Особое место в творчестве С. Зубковского занимали произведения для детей. Его хоровые циклы и песни с большим успехом исполнялись лучшими московскими детскими коллективами под управлением Г. Струве, В. Попова. В 1986 году детский вокальный цикл «Зоопарк в тетрадке» на стихи Алексея Шлыгина был записан для детского музыкального журнала «Колобок».
В 1970-х годах композитор положил на музыку стихи известного владимирского поэта Бориса Гусева «Владимир мой». Это произведение часто звучало на официальных мероприятиях советского времени.
Выступал в составе фортепианного дуэта с женой Марией почти во всех городах Владимирской области, в Крыму, в Московском педагогическом институте. За большую композиторскую и просветительскую деятельность в 1996 году удостоен звания заслуженный деятель искусств Российской Федерации.
В 1999 году к 200-летию А.С. Пушкина С. Зубковский написал цикл из 10 романсов на его стихи. В том же году за циклы песен и романсов на стихи А. Пушкина, В. Солоухина и В. Орлова удостоился областной премии в области литературы и искусства.
Неоднократный участник Фатьяновских и Солоухинских праздников, награждён именной медалью «От семьи Фатьяновых».
Много лет на «Радио России — Владимир» вместе с музыковедом, композитором и звукорежиссёром Яной Тарасовой вёл программу «Музыкальный калейдоскоп», которая пользовалась большим успехом у радиослушателей. Авторы этой передачи в 2014 году получили Гран-при в международном конкурсе журналистских работ фонда «Русский мир» «Со-творение».
В 2013—2014 годах входил в состав конкурсной комиссии по выбору гимна Владимирской области и сам написал музыку для одного из вариантов гимна на стихи поэта Дмитрия Кантова «Земля Владимирская наша».
В 2014 году по результатам рейтинга ППС Сергей Ростиславович Зубковский вошёл в 10 лучших преподавателей Института Искусств ВлГУ.
До своей смерти возглавлял творческое объединение композиторов Владимирской области.
Скончался 7 июля 2021 года во Владимире. Похоронен на Улыбышевском кладбище г. Владимира.
После ухода Сергея Ростиславовича его вдовой Марией Леонидовной Зубковской была издана книга «Дорогой мой человек. Воспоминания о Сергее Зубковском, и не только…», ставшая победителем конкурса «Владимирская книга года-2022».

## Семья
По отцовской линии:
- Прабабушка — пианистка, окончила Петербургскую консерваторию по классу Антона Рубинштейна
- Прадед — Леонид Владимирович Зубковский, акцизный чиновник
- Бабушка — Ольга Леонидовна Зубковская (1895—1938), оперная певица[25]. Её племянник, Вадим Борисович Гомоляка (1914—1980) — композитор, сын Татьяны Леонидовны Зубковской (Гомоляки) и актёра Бориса Авшарова (Гомоляки)[26]
- Дед — Георгий Семёнович Мнацаканянц (?—1919), офицер царской армии, врач, расстрелян красноармейцами
- Отец — Ростислав Георгиевич Зубковский (1915—1975), пианист-концертмейстер

По материнской линии:
- Дед — Владимир Михайлович Беспалов (1883—1945), из крестьян, имел два высших образования, работал главным бухгалтером Крымнаркомпроса, был активным участником просветительской и общественной жизни Крыма
- Бабушка — Беспалова (урожд. Добржанская) Евгения Гаври(и)ловна (1886—1962), сыграла большую роль в воспитании будущего композитора, заменив находящуюся в ссылке мать
- Мать — Любовь Владимировна Зубковская (Беспалова) (1917—1984), окончила агрономический факультет Крымского сельскохозяйственнoго институтa имени М. И. Калинина, репрессирована в 1946 г., впоследствии работала заведующей лабораторией в областной типографии. Мужем её сестры Веры Владимировны Беспаловой был художник Арменак Анопьян[27] (1908—1976), сын известного армянского поэта и переводчика Оноприосa Анопьянa
- Первая жена — Сусанна Захаровна Колкер (род. 1942), пианистка, ученица Т. Гутмана, концертмейстер, дипломант международных конкурсов
  - Сын Леонид (род. 1970)
  - Сын Игорь (род. 1971) — виолончелист, лауреат международных конкурсов
- Вторая жена — Мария Леонидовна Зубковская (Леонова) (род. 1953), пианистка, дипломант Всесоюзного конкурса в Куйбышеве (Самара), 1985

## Изданные сборники
- «Будем с песенкой дружить». Вып. 6. Новые песни советских композиторов для детей младшего возраста в сопровождении фортепиано. М: Музыка, 1987. Зубковский, С. Лесные часы : «На поляне, на опушке.» / сл. В. Орлова
- «Праздник урожая» : Песни для детей мл. и сред. школ. возраста: Для пения (соло, хор) в сопровожд. ф.-п. М. : Музыка, 1989. Три песни: Сенокос, Комбайн, Репа (сл. С. Никольского)
- «Кудрявая песенка» : Песни на стихи Владимира Орлова: Мелодии и тексты: Для пения (соло, анс., хор) с букв.-цифр. обозначением сопровожд. М. : Музыка, 1990. Четыре песни: Кудрявая песенка, Лесная музыка, Драгоценный клад, Лесные часы
- «Зоопарк в тетрадке» : Сборник детских песен. / Владимир : Калейдоскоп (2005)
- «Как хорошо быть с музыкою рядом…» : Сборник романсов и лирических песен. / Владимир : Калейдоскоп (2007)
- «Фортепианные пьесы для детей». / Владимир : Калейдоскоп" (2008)
- «Без музыки на свете жить нельзя» : песни, романсы, детские фортепианные пьесы для детей среднего и старшего возраста. / Владимир : Транзит-ИКС (2015)
- «Песенка хочет всегда быть с тобой» : Сборник хоровых и вокальных песен для детей. / Владимир : Калейдоскоп (2022)
- Книга «Дорогой мой человек. Воспоминания о Сергее Зубковском, и не только…» Составители: Мария Леонидовна Зубковская и Игорь Сергеевич Зубковский / Владимир : Калейдоскоп (2022)
- «Не уходи, весна…» : Сборник песен и романсов для голоса и фортепиано. / Владимир : Калейдоскоп (2023)